# ناراسین
ناراسین(به انگلیسی: Narasin) یک عامل ضد پروتوزوآ و یک آنتی‌بیوتیک است. این ماده یک مشتق از سالینومایسین با یک گروه متیل اضافی است. 